# 生駒 (巡洋戦艦)
生駒（いこま）は、大日本帝国海軍の巡洋戦艦。竣工時は装甲巡洋艦（一等巡洋艦）。筑波型巡洋戦艦の2番艦。
艦名は、奈良県にある生駒山にちなんで命名された。

## 概要
戦艦に準ずる砲力を持つ巡洋艦として、また旅順攻囲戦にともなう戦艦初瀬と八島の沈没を補うため、姉妹艦筑波と共に急遽計画された。
呉海軍工廠で建造され、1912年（大正元年）に類別としての巡洋戦艦が新設されるまでは、一等巡洋艦（装甲巡洋艦）であった。
筑波型2隻（筑波、生駒）は、日本艦として石炭・重油混焼缶を採用した最初期の艦であり、衝角（ラム）を世界で初めて廃止した主力艦である。

## 艦歴

### 建造
1904年(明治37年)6月23日製造訓令が出され、
1905年（明治38年）3月15日、丑号装甲巡洋艦（生駒）は呉海軍工廠で起工した（子号装甲巡洋艦《筑波》は1月14日起工）。
なお機関も呉海軍工廠で製造された。
6月11日、日本海軍は建造予定の主力艦艇6隻（安芸、薩摩、筑波、生駒、鞍馬、伊吹）の艦名を内定する。丑号装甲巡洋艦の艦名は生駒を内定。
1906年（明治39年）4月8日、明治天皇皇太子（のち大正天皇）、軍令部長東郷平八郎大将他は装甲巡洋艦「磐手」（供奉艦浅間他）に乗艦し、呉軍港に到着した。
4月9日、皇太子臨席のもとで丑号装甲巡洋艦は進水。同日附で丑号装甲巡洋艦は制式に生駒と命名。一等巡洋艦に類別。生駒進水式を終え、皇太子（御召艦磐手、艦長山下源太郎大佐）は小豆島に向かった。
1908年（明治41年）3月24日、「生駒」は竣工。

### 1910年
1910年（明治43年）にはアルゼンチン独立100周年記念式典に参加し、南米から欧州まで訪問している。

### 1912年
1912年（大正元年）8月28日、日本海軍は艦艇類別等級表を改訂する。4隻（筑波、生駒、鞍馬、伊吹）は巡洋戦艦に類別された。

### 1914年
1914年(大正3年)9月まで、大修理(大改造)を施行した。

### 第一次世界大戦
第一次世界大戦では、南洋方面で行動した。

### 1916年
1916年（大正5年）7月4日、大正天皇皇太子（当時15歳。のち昭和天皇）は北陸地方を行啓することになり、名古屋駅から京都駅、さらに綾部駅（綾部市）を経由して午後4時に新舞鶴に到着。「生駒」（御召艦）に乗艦して宿泊する。供奉艦は「鞍馬」。当時の「生駒」と「鞍馬」は第二戦隊を編成していた。
7月5日朝、東郷平八郎東宮御学問所総裁、同幹事小笠原長生、伏見宮博恭王第二戦隊司令官との対面を終えた皇太子は、「生駒」より舞鶴鎮守府（名和又八郎司令長官）に上陸。舞鶴海軍工廠で建造中の駆逐艦2隻（檜、樫）を見学、籠神社（国幣中社）参拝、天橋立見学等の行事を終え、夕刻に「生駒」へ戻った。
7月6日、生駒と鞍馬は七尾湾（能登半島）に停泊、皇太子は上陸して行事をこなした。また「生駒」艦内も見学している。
7月7日朝、生駒と鞍馬は七尾湾を出発、佐渡島に向かう。午後1時45分に佐渡島到着、皇太子・博恭王一行は上陸して順徳天皇火葬塚や真野宮を参拝・訪問した。
7月8日は悪天候のため予定中止、皇太子は佐渡島両津湾に停泊する「生駒」で過ごした。
7月9日、皇太子一行は上陸、順徳天皇の黒木御所址や各地を巡った。「生駒」帰艦後、皇太子は供奉艦「鞍馬」に立ち寄った。
7月10日午前6時30分、2隻（生駒、鞍馬）は両津湾を出発、午前8時30分に新潟港沖に到着。9時35分、皇太子は「生駒」を退艦、艦載水雷艇で新潟港に上陸。本艦は皇太子御召艦任務を終えた。

### 1917年
1917年（大正6年）1月14日、横須賀軍港には生駒以下日本海軍の艦艇多数（筑波、河内、生駒、榛名、金剛、津軽、山城等）が所在だった。
午後3時15分、「筑波」は前部火薬庫事故により大爆発を起こして轟沈（浅海底のため艦橋等一部露出）。「生駒」は僚艦（河内、榛名、金剛、山城）等と筑波生存者救出に従事した。

### 1918年
1918年（大正7年）6月10日、大正天皇皇太子（当時17歳、のち昭和天皇）は伊豆諸島に行啓、「生駒」（艦長勝木源次郎大佐）は御召艦に指定された。
皇太子は横浜港で「生駒」に乗艦し、10時15分に出港。本艦は伊豆半島伊東市沖合で仮泊する。
6月11日午前7時15分、「生駒」は伊東沖合を出港し、9時20分に伊豆大島到着。皇太子は上陸して島内各所を見学後、午後0時50分に「生駒」に帰艦。本艦は伊豆大島を周航したのち、午後6時35分に館山湾到着、碇泊する。
6月12日午前8時、御召艦「生駒」は館山沖を出港、午後1時30分に横浜港到着。皇太子は退艦し、東宮御所に戻った。

### 廃艦
その後、ワシントン海軍軍縮条約により廃棄が決定。
1923年（大正12年）9月20日、除籍。艦艇類別等級表からも削除。
三菱長崎造船所で解体、1924年（大正13年）11月24日に解体完了した。解体後、生駒の前部砲塔は横須賀海軍工廠で陸上砲台向けに改造され、東京湾要塞の洲崎第一砲台に移設の上で沿岸砲として活用されている。

## 公試成績
| 実施日         | 種類         | 排水量 | 回転数   | 出力       | 速力         | 場所 | 備考 | 出典   |
| -------------- | ------------ | ------ | -------- | ---------- | ------------ | ---- | ---- | ------ |
| 1907年11月25日 | 第1回予行    |        | 50rpm    | 867馬力    | 7.696ノット  |      |      | [ 69 ] |
| 同上           | 同上         |        | 60rpm    | 1,494馬力  | 9.49ノット   |      |      | [ 69 ] |
| 同上           | 同上         |        | 70rpm    | 2,211馬力  | 11.073ノット |      |      | [ 69 ] |
| 1907年11月30日 | 第2回予行    |        | 90rpm    | 4,806馬力  | 14.142ノット |      |      | [ 70 ] |
| 同上           | 同上         |        | 105rpm   | 7,555馬力  | 16.092ノット |      |      | [ 70 ] |
| 同上           | 同上         |        | 120rpm   | 11,946馬力 | 18.057ノット |      |      | [ 70 ] |
| 1907年12月10日 | 第3回予行    |        | 110rpm   | 16,381馬力 | 18.318ノット |      |      | [ 71 ] |
| 同上           | 同上 全力    |        | 144rpm   | 23,316馬力 | 20.497ノット |      |      | [ 71 ] |
| 1907年12月16日 | 強圧通風全力 |        | 145.5rpm | 22,622馬力 | 21.911ノット |      |      | [ 18 ] |
| 同上           | 4時間続航    |        | 143.5rpm | 22,491馬力 |              |      |      | [ 18 ] |
| 1907年12月17日 | 10カイリ公試 |        | 65rpm    | 1,053馬力  | 10.299ノット |      |      | [ 72 ] |

## 艦長
※『日本海軍史』第9巻・第10巻の「将官履歴」及び『官報』に基づく。
艦長（艤装員長）
- 名和又八郎 大佐：1907年9月28日 - 12月18日
- 江頭安太郎 大佐：1907年12月18日 - 1908年3月24日

艦長
- 江頭安太郎 大佐：1908年3月24日 - 8月28日
- 上泉徳弥 大佐：1908年8月28日 - 11月20日
- 江口麟六 大佐：1908年11月20日 - 1909年3月1日
- 荘司義基 大佐：1910年3月1日 - 12月1日
- 吉島重太郎 大佐：1910年12月1日 - 1912年3月1日
- 千坂智次郎 大佐：1912年3月1日 - 11月13日
- 舟越楫四郎 大佐：1912年11月13日 - 1913年12月1日
- 平賀徳太郎 大佐：1914年8月23日 - 1915年4月1日
- 山口鋭 大佐：1915年4月1日 - 12月13日
- 谷口尚真 大佐：1915年12月13日 - 1916年7月15日
- 松村純一 大佐：1916年7月15日 - 12月1日
- 野崎小十郎 大佐：1916年12月1日 - 1917年12月1日
- 勝木源次郎 大佐：1917年12月1日 - 1918年11月10日
- 安村介一 大佐：1918年11月10日 - 1919年11月20日
- 上田吉次 大佐：1919年11月20日 - 1920年11月20日
- 樺山可也 大佐：1920年11月20日 - 1921年12月1日
- 高橋節雄 大佐：1921年12月1日 - 1922年7月1日
- 森本兎久身 大佐：1922年7月1日[73] - 11月10日[74]
- （兼）黒田瀧二郎 大佐：1922年11月10日[74] - 1923年5月10日[75]
- （兼）江口金馬 大佐：1923年5月10日 - 12月1日